# Ger (Cerdagne)
Pour les articles homonymes, voir Ger.
Ger est une commune de la comarque de Cerdagne dans la province de Gérone en Catalogne (Espagne).

## Géographie

### Localisation
Ger est une commune située dans les Pyrénées en Cerdagne.
Les limites de la municipalité sont au nord Guils de Cerdanya, à l'est par Guils de Cerdanya et Bolvir au sud avec Das et Fontanals de Cerdanya et à l'ouest Meranges, Isòvol et Bellver de Cerdanya.

### Communes limitrophes
|                            | Porta (France) (par un quadripoint) | Guils de Cerdanya            |
| Meranges                   | Ger                                 |                              |
| Bellver de Cerdanya Isòvol | Das                                 | Bolvir Fontanals de Cerdanya |

### Géologie et relief

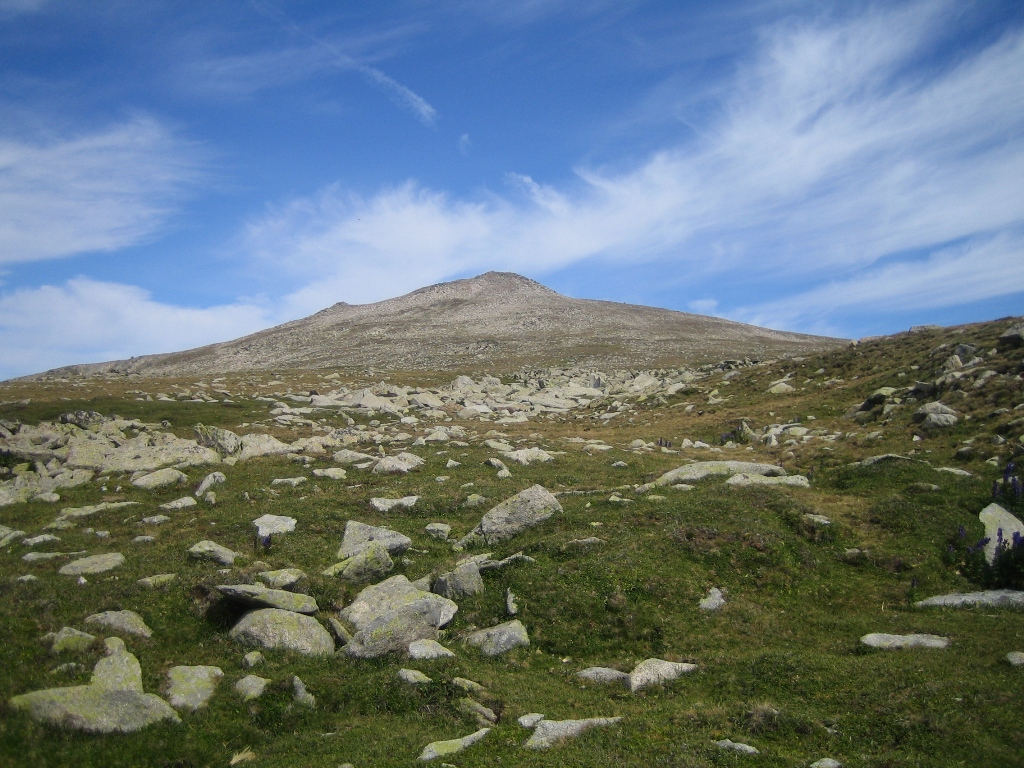
Puig Pedros vu de Font Bevedor.

La ville de Ger est à une altitude de 1 135 m à la confluence du ruisseau Montmalus (formé par les torrents de Bauç et Botas) et les vallées qui composent la rivière de Ger, un affluent du Sègre, qui draine également la partie sud de la ville, à 1 058 m.
La limite nord de la municipalité coïncide avec le Puig de Campcardós de 2 915 mètres.

### Hydrographie

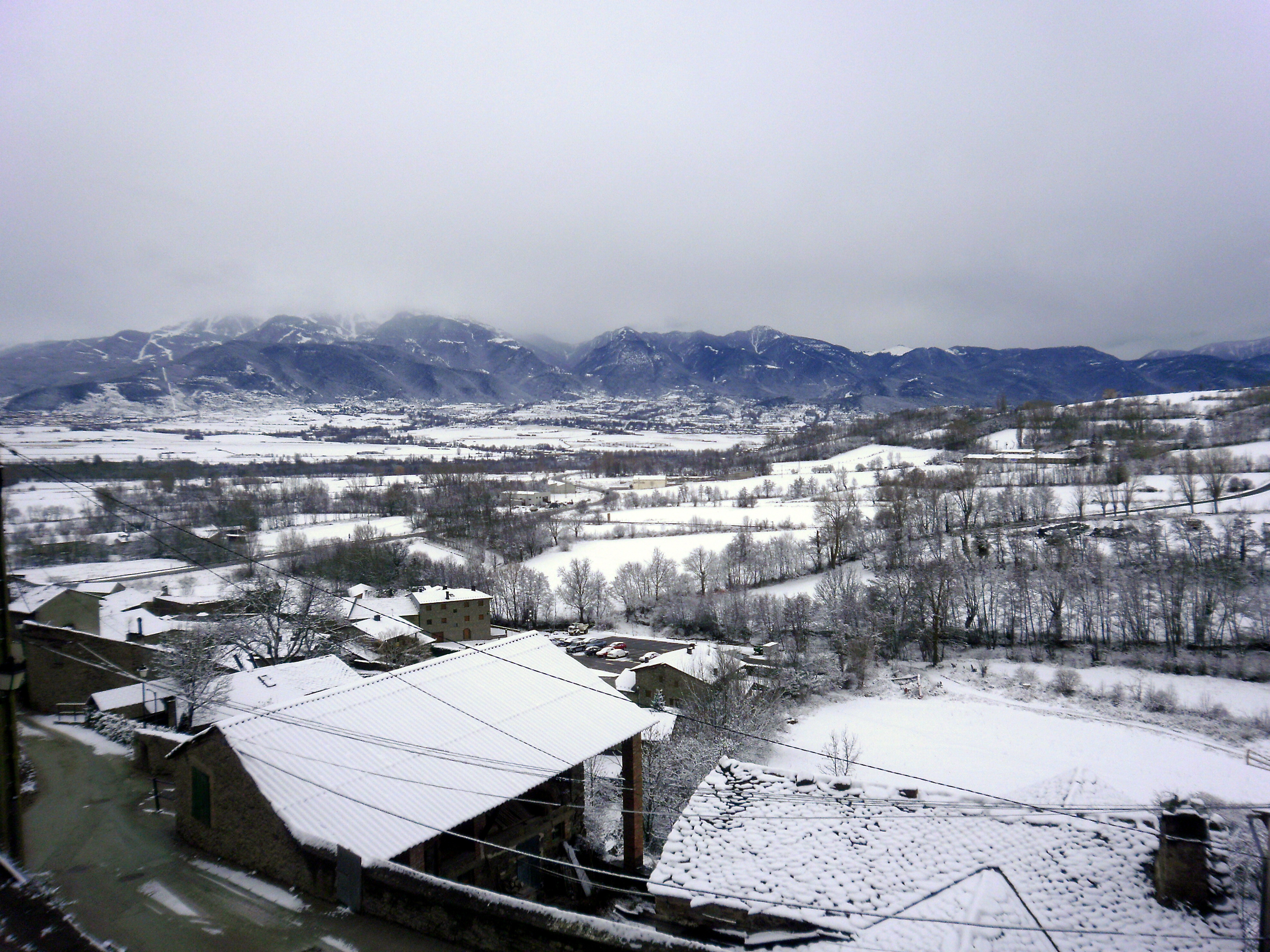
Vue de Ger en hiver.

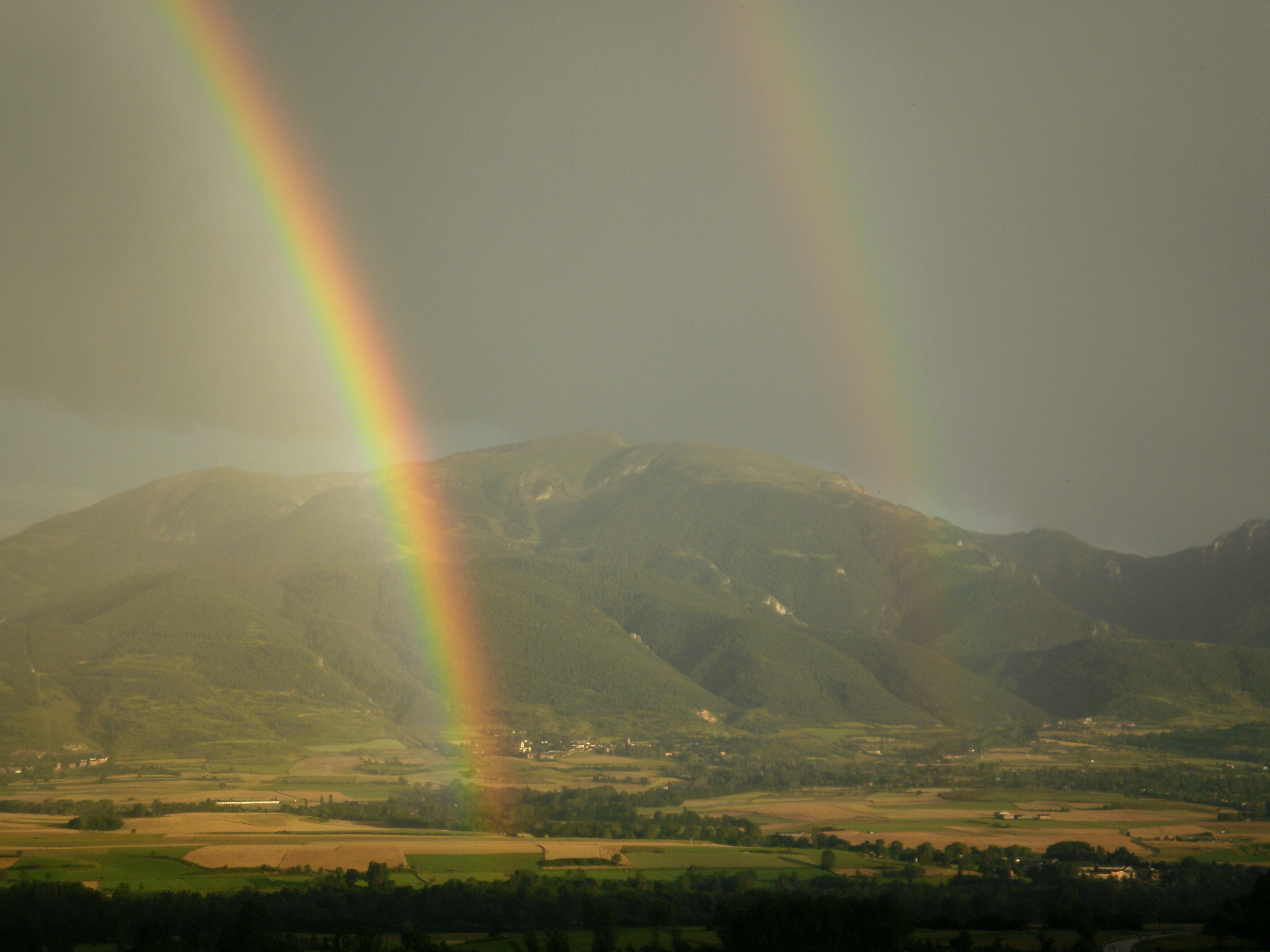
Vue de Ger en été.

Le ruisseau Cuar, formé par le torrent du Pasturage, du torrent Ros et du torrent Niula, naît sur la commune et afflue dans le Sègre.
À 2 258 mètres se trouve le lac Mal, issu de la rivière Tartares, un affluent de la rivière du Carol à Latour-de-Carol.

## Lieux et monuments
- Église Sainte-Eugénie de Saga.